# 앙드레 브뤼네
앙드레 브뤼네(프랑스어: Andrée Brunet, 1901년 9월 16일~1993년 3월 30일)은 프랑스의 여자 피겨 스케이팅 선수이다. 결혼 전 성은 졸리(프랑스어: Joly)이다.
파리에서 태어났다. 싱글과 페어 부문에서 동시에 활동했다. 페어 부문에서 큰 두각을 나타내어, 파트너 피에르 브뤼네와 함께 초창기 페어 스케이팅의 독창적인 영역을 구축한 인물로 알려져 있다. 이들은 새로운 점프, 리프트, 스핀 동작을 개발하여 경기에 선보였다. 페어 부문에서 1924년 동계 올림픽 동메달, 1928년 동계 올림픽 금메달을 획득했다. 또한 싱글 부문에서도 두 올림픽 대회에 참가, 각각 5위와 11위를 하였다. 1929년 파트너 피에르 브뤼네와 결혼하여 성을 브뤼네로 고쳤고, 남편과 함께 1932년 동계 올림픽에서 다시 금메달을 땄다. 이후로도 부부는 계속 프랑스에서 1위를 하였으나, 1936년 동계 올림픽에는 나치에 항의하는 뜻으로 참가하지 않았다. 부부는 1940년 미국으로 이주하여 프로 무대에 서고 선수들을 지도하였다.